# Cantone di Longvic
Il Cantone di Longvic è una divisione amministrativa dell'arrondissement di Digione.
È stato costituito a seguito della riforma approvata con decreto del 18 febbraio 2014, che ha avuto attuazione dopo le elezioni dipartimentali del 2015.

## Composizione
Comprende i 27 comuni di:
- Bévy
- Bretenière
- Brochon
- Chambœuf
- Chambolle-Musigny
- Chevannes
- Clémencey
- Collonges-lès-Bévy
- Couchey
- Curley
- Curtil-Vergy
- Détain-et-Bruant
- L'Étang-Vergy
- Fénay
- Fixin
- Gevrey-Chambertin
- Longvic
- Messanges
- Morey-Saint-Denis
- Ouges
- Perrigny-lès-Dijon
- Quemigny-Poisot
- Reulle-Vergy
- Segrois
- Semezanges
- Ternant
- Urcy